# ITunes Festival: London 2011 (EP de Ed Sheeran)
iTunes Festival: London 2011 é um extended play (EP) gravado ao vivo pelo músico inglês Ed Sheeran na casa de concertos Roundhouse, localizada em Londres. O projecto faz parte da edição de 2011 do festival de música do iTunes (hoje Apple Music) e foi distribuído pela Warner Music Group a 11 de Julho de 2011 na loja digital do iTunes. No Reino Unido, o EP conseguiu entrar na tabela musical de álbuns e alcançou o seu pico dentro das 180 melhores posições.

## Alinhamento de faixas
Todas canções co-compostas por Edward Sheeran e gravadas ao vivo.
1. "The City" — 4:55
2. "Homeless" — 4:55
3. "The A Team" — 2:59
4. "Little Lady" — 5:37
5. "U.N.I." — 3:18

## Desempenho nas tabelas musicais
| País — Tabela musical (2012)                      | Posição de pico |
| ------------------------------------------------- | --------------- |
| Reino Unido — Official Albums Chart Top 100 (OCC) | 177             |